# Куштани
45°57′ пн. ш. 16°40′ сх. д. / 45.95° пн. ш. 16.66° сх. д.
Куштани (хорв. Kuštani) — населений пункт у Хорватії, у Копривницько-Крижевецькій жупанії у складі громади Светі-Іван-Жабно.

## Населення
Населення за даними перепису 2011 року становило 116 осіб.
Динаміка чисельності населення поселення: